# Tommaso I (palatino)
Tommaso I (in ungherese Tamás; ... – dopo il 1163), fu un nobile ungherese vissuto nella seconda metà del XII secolo e che ricoprì la carica di palatino d'Ungheria nel 1163 su nomina dell'anti-re Stefano IV d'Ungheria, il quale aveva usurpato la corona al nipote Stefano III.
Durante quel lasso temporale, fu Héder a ricoprire in maniera legittima la carica di palatino alla corte di Stefano III.
Il suo nome compare una volta nell'unico documento reale superstite di Stefano IV, scritto a Strigonio, dove Tommaso faceva parte dei suoi più stretti consiglieri. Tommaso fu privato della sua carica quando Stefano IV fu sonoramente sconfitto e catturato dal nipote nella battaglia di Albareale il 19 giugno 1163. Il destino di Tommaso rimane sconosciuto. È assai probabile che vada tenuto distinto da Tommaso II, un altro nobile che ricoprì la carica di palatino nel 1180 sotto Béla III.